# Tim van Dijke
Tim van Dijke (né le 15 mars 2000 à Goes) est un coureur cycliste néerlandais, membre de l'équipe Red Bull-Bora Hansgrohe. Son frère jumeau Mick est également coureur cycliste dans la même équipe,.

## Palmarès sur route

### Par année
- 2019
  - Ronde van Oud-Vossemeer
  - 3e du Wim Hendriks Trofee
- 2021
  -  Champion des Pays-Bas sur route espoirs
  - 1re étape du Kreiz Breizh Elites (contre-la-montre par équipes)
  - 6e étape du Tour de Croatie
  - 2e du championnat des Pays-Bas du contre-la-montre espoirs
  - 2e de la Ster van Zwolle
- 2022
  - Prologue du Sibiu Cycling Tour (contre-la-montre)
  - 1re étape du Tour de l'Avenir (contre-la-montre par équipes)
- 2023
  - 2e du Grand Prix de Denain

### Résultats sur les grands tours

#### Tour d'Italie
1 participation
- 2024 : 105e

### Classements mondiaux
| Année                                 | 2020  | 2021 | 2022  | 2023 | 2024 |
| ------------------------------------- | ----- | ---- | ----- | ---- | ---- |
| Classement mondial                    | 1564e | 487e | 1027e | 258e | 297e |
| UCI Europe Tour                       | 1164e | 393e | 737e  | nc   | nc   |
|                                       |       |      |       |      |      |
| Légende : nc = non classéSource : UCI |       |      |       |      |      |

## Palmarès en cyclo-cross
- 2019-2020
  - 5e du championnat d'Europe de cyclo-cross espoirs
- 2020-2021
  - 6e du championnat d'Europe de cyclo-cross espoirs
  - 10e du championnat du monde de cyclo-cross espoirs

## Palmarès en VTT
- 2017
  -  Champion des Pays-Bas de cross-country juniors
- 2018
  -  Champion des Pays-Bas de cross-country juniors